# Benedict von Holland

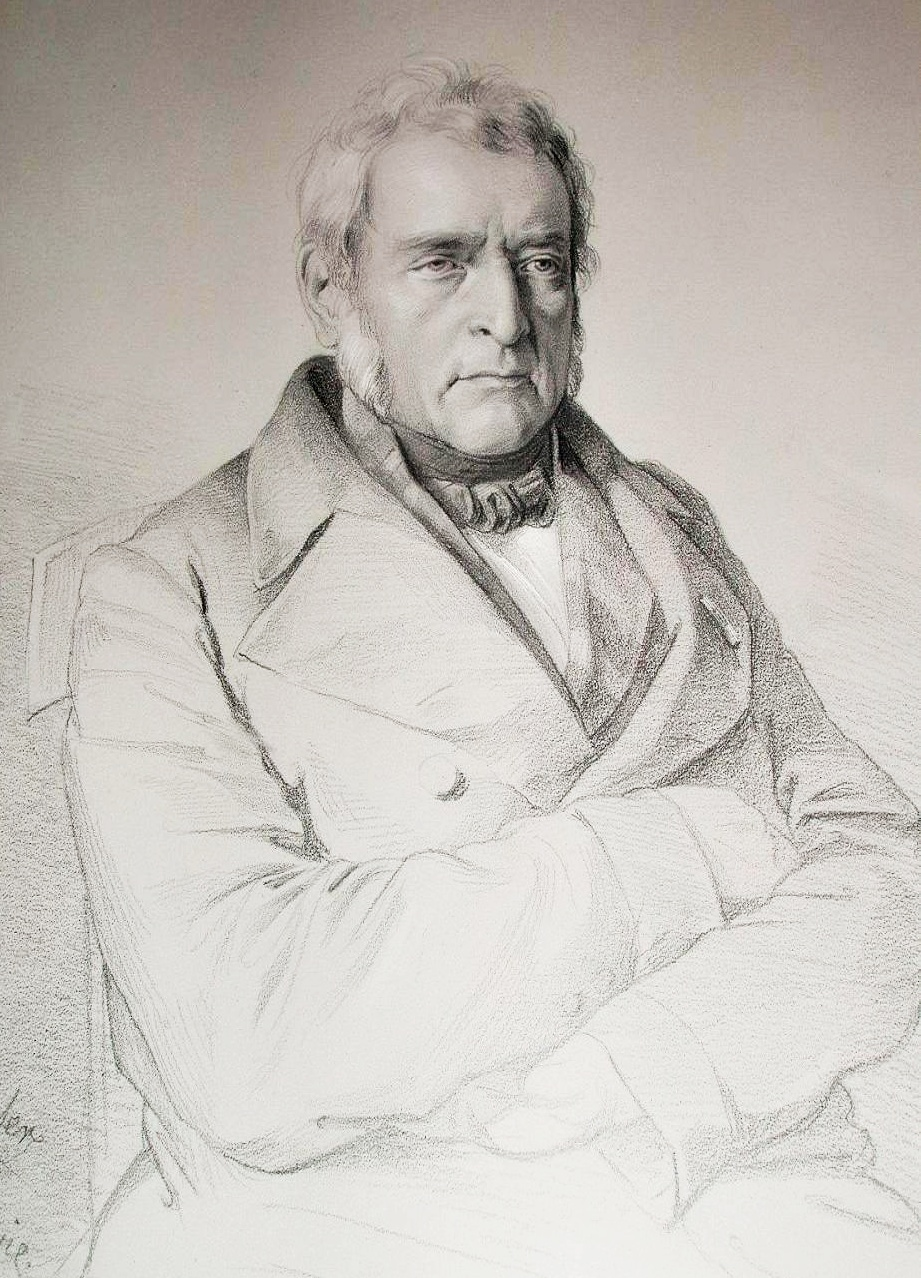
Benedict von Holland, Zeichnung von Józef Simmler, 1853

Benedict Holland, ab 1817 Ritter von Holland, OSB (auch Benedikt oder Benedickt; * 16. Dezember 1775 in Obermedlingen; † 18. Juni 1853 in München) war ein deutscher Priester und Pädagoge.

## Leben und Wirken
Holland war als Sohn des „Ochsenbauern“ im damals württembergischen Obermedlingen geboren, studierte im Dominikanerkloster Obermedlingen, in Regensburg, sowie in der Reichsabtei Neresheim, wo er 1792 in den Benediktinerorden eintrat. Am 1. Mai 1799 erhielt er die Priesterweihe, ein Jahr später avancierte er zum Professor der Theologie und Direktor der studierenden Kleriker, gleichzeitig wurde er Bibliothekar des Klosters.
Da man die Abtei 1802, während der Säkularisation, aufhob, ging Holland als Professor der Physik und Logik nach Salzburg. Bereits ein Jahr später kam er nach Neresheim zurück, um an der Gründung des Fürstlich Thurn- und Taxis'schen Lyceum Carolinum mitzuwirken, das Karl Anselm von Thurn und Taxis stiftete. Im Jahre 1806 wechselte er als Direktor an das Seminar in Neuburg an der Donau, wo er auch als Professor für Philosophie tätig war.
Im Jahre 1811 berief man Holland zum Direktor der nunmehr Königlichen Erziehungsanstalt in München, der bis 1773 von den Jesuiten geführten „Domus Gregoriana“, welche ab jetzt, von seinem Namen abgeleitet, auch als Hollandeum bekannt wurde. In dieser Funktion wirkte er u. a. als Erzieher des späteren Herzogs Max Joseph in Bayern, wie überhaupt viele später namhafte Personen das Internat besuchten. Im Jahre 1817 erhielt Holland das Ritterkreuz des Verdienstordens der Bayerischen Krone, verbunden mit dem persönlichen Adelstitel.  Am 26. Oktober 1824 wurde er auf eigene Bitte von der Leitung der Anstalt entbunden, erhielt die Ernennung zum Oberstudienrat und der Priester Johann Evangelist Paintner folgte ihm als Direktor nach. 1825 wurde ihm das Ehrenritterkreuz des Ordens vom Heiligen Michael verliehen. 1826 trat Benedict von Holland in den Ruhestand.
Der Geistliche war als Pädagoge und Humanist genauso geschätzt wie als Musiker und Dichter. Er starb am 18. Juni 1853 und wurde auf dem Alten Südlichen Friedhof in  München beigesetzt. Das Grabmal schuf der Bildhauer Johann Halbig im Auftrag Herzog Maximilians in Bayern.
Sein Nachlass umfasst neben einer Geschichte des Lyceums zu Neresheim, des Erziehungsinstituts in München und einer Autobiographie auch zahlreiche Skizzen, Reden und Gedichte.
Die von Benedict von Holland geleitete Erziehungsanstalt gibt es, seit 1905 unter dem Namen Albertinum, noch immer in München, und sie steht nach wie vor unter dem Protektorat der ehemaligen königlichen Familie, dem Haus Wittelsbach. Ab 1824 war ihr das Ludwigsgymnasium angeschlossen, das auch von externen Schülern besucht werden konnte.
Benedict von Hollands Neffe war der Historiker Hyacinth Holland (1827–1918), Sohn seines Bruders Christoph Holland (1782–1845), Kreis- und Stadtgerichtsdirektor in München.

## Grabstätte

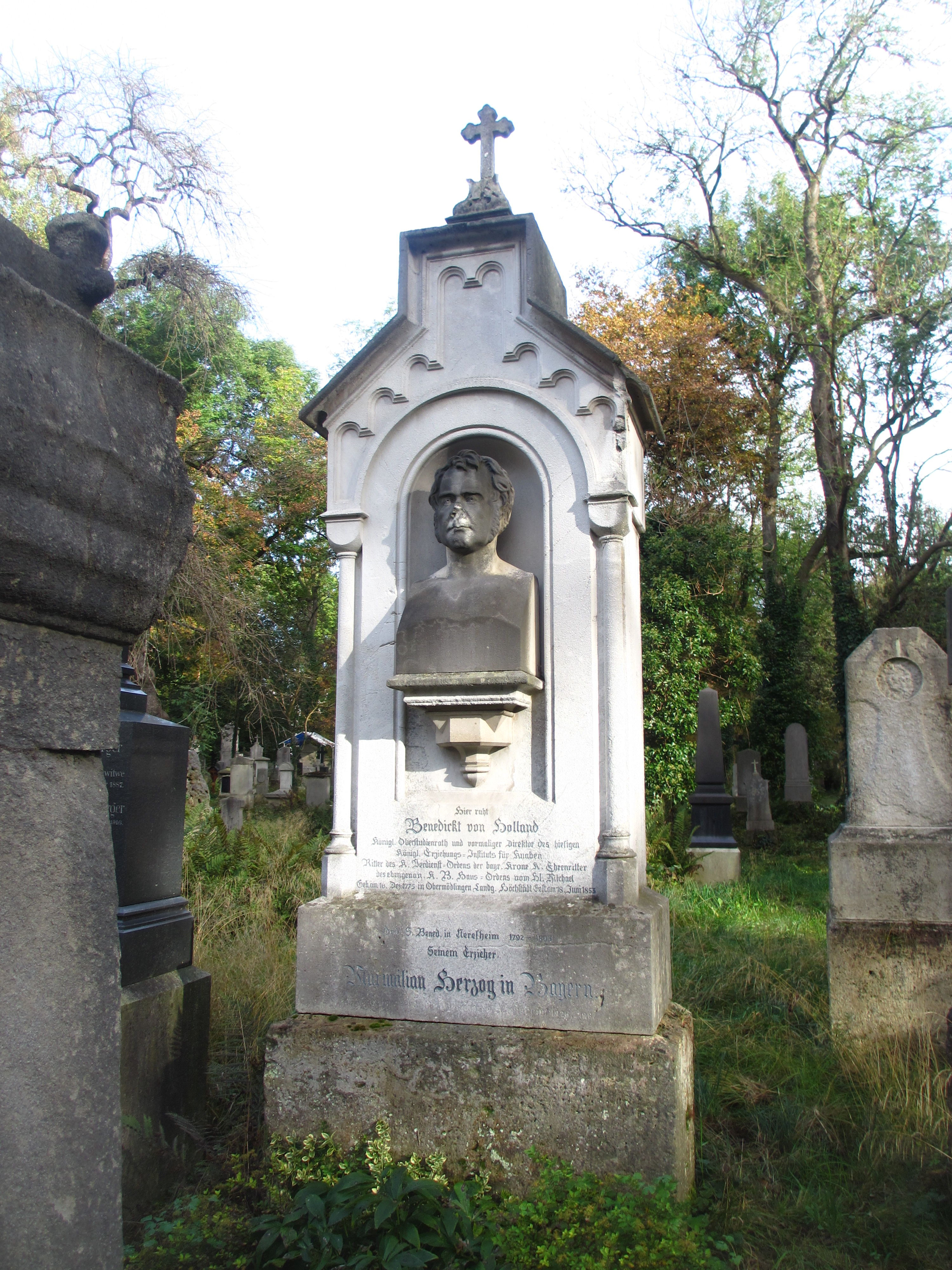
Grab von Benedikt Holland auf dem Alten Südlichen Friedhof in München

Benedict von Holland starb am 18. Juni 1853 und wurde auf dem Alten Südlichen Friedhof in  München beigesetzt. Das Grabmal mit Marmorbüste schuf der Bildhauer Johann Halbig im Auftrag Herzog Maximilians in Bayern.
Es befindet sich  im Gräberfeld 18 – Reihe 13 – Platz 11 Standort.

## Bekannte Schüler
- Herzog Max Joseph in Bayern (1808–1888); Vater der Kaiserin Elisabeth von Österreich (Sissi)
- Adolf von Doß (1825–1886); Adeliger, Jesuit und Komponist
- Ludwig von Stainlein (1819–1867), Komponist
- Fürst Eugen von Wrede (1806–1845); Regierungspräsident der Rheinpfalz, Gründer der Stadt Ludwigshafen am Rhein

## Werke
- „Was fordert der Geist der Zeit von den höhern Lehranstalten?“ Eine Rede, vorgetragen bey der feyerlichen Eröffnung des Hochfürstlichen Thurn- und Taxischen Lycei Carolini zu Neresheim den 26ten November 1804, Thurn und Taxische Buchdruckerei, Buchau 1805.
- Trauerrede zum Gedächtniß weyland des durchlauchtigsten Fürsten und Herrn Herrn Karl Anselm, des heil. röm. Reichs regierenden Fürsten von Thurn und Taxis, Brönner, Dillingen 1806 (Digitalisat).
- Rede bey dem feierlichen Anfange der neuen Lehrordnung in den königlichen Studienanstalten zu Neuburg, über die Ideen, welche dieser Lehrordnung zu Grunde liegen, Augsburg 1809 (Digitalisat).
- Wünsche und Bitten an das Publikum. Von der Mitwirkung des Publikums zu den Zwecken der öffentlichen Lehranstalten, Neuburg 1809 (Digitalisat).
- Ueber die Stimmung der Jugend unserer Zeit, und die vorzüglichsten Mittel zur Erhöhung und Veredelung derselben. Eine Rede bey der feierlichen Preise-Vertheilung am 1. September vorgetragen. In: Jahresbericht von der k. Studienanstalt zu Neuburg im Oberdonaukreise, Griessmayer, Neuburg 1810.
- Ueber Schulzeugnisse, ihre ehemalige und gegenwärtige Einrichtung, Bezeichnungsart und Form .... In: Jahresbericht von der k. Studienanstalt zu Neuburg im Oberdonaukreise, Griessmayer, Neuburg 1810.
- Nachricht über die Verfassung und Einrichtung des Königlich-Baierischen Erziehungs-Instituts für Studirende in München, Hübschmann, München 1819 (Digitalisat).